# BredaMenarinibus Lander
Il BredaMenarinibus Lander è stato un autobus italiano interurbano prodotto tra il 2008 e il 2013 dalla BredaMenarinibus.

## Storia
Con la fine della produzione del Monocar 120, nel 2001, l'azienda bolognese BredaMenarinibus era di fatto uscita dal mercato degli autobus interurbani a pianale rialzato, tuttavia, anche allo scopo di contrastare l'avanzata sul mercato dell'Irisbus Crossway, nel 2007 venne presentato al Bus&Business di Verona il nuovo Lander, ispirato esteticamente al cugino Avancity. La produzione del mezzo avvenne a partire dall'anno successivo e terminò nel 2013.

## Tecnica
Esteticamente, il mezzo si caratterizzava per la forte parentela con l'Avancity+ presentato nella stessa occasione; da quest'ultimo riprendeva infatti la forma del muso, i fanalini anteriori e alcune parti della carrozzeria. Meccanicamente, era equipaggiato con un motore MAN D 2066-LUH43 da 10.518 cm3, erogante 360 cavalli vapore e abbinato a un cambio automatico Voith oppure manuale a sei marce ZF. Equipaggiato di serie con aria condizionata, era disponibile a richiesta il sollevatore per carrozzine con relativa postazione.
La vettura 4525 di AMT S.p.A. è stato convertita da ATP Esercizio all'alimentazione ibrida metano-gasolio.

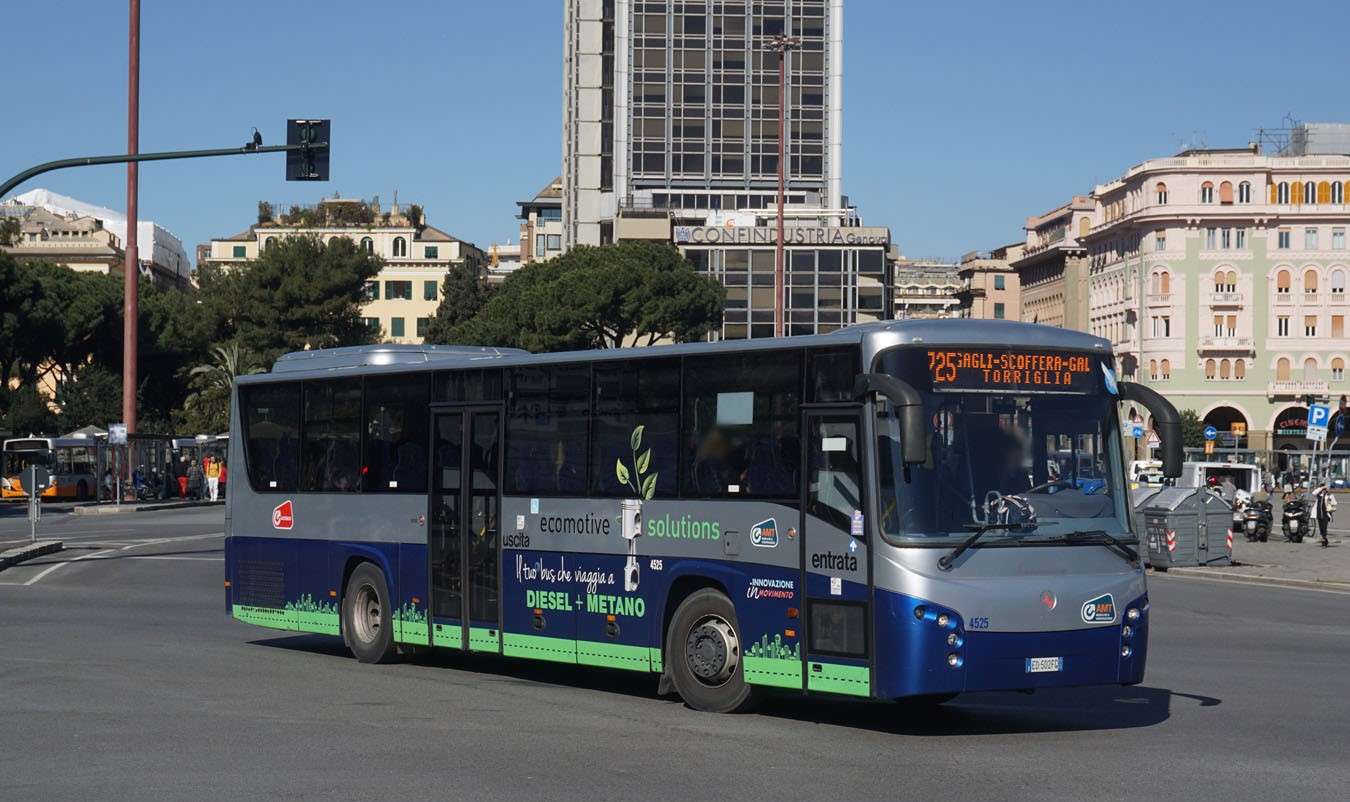
Vettura 4525 di AMT con alimentazione Diesel+metano

## Caratteristiche
- Lunghezza: 12,2 m
- Alimentazione: gasolio (Euro 5)
- Allestimento: interurbano
- Posti: 72 (53 a sedere + 19 in piedi)
- Porte: 2 a espulsione

## Diffusione
Il Lander ha riscosso una scarsissima diffusione, anche a causa della grande fetta di mercato ritagliata dal suo diretto concorrente, l'Irisbus Crossway. Ne sono stati prodotti esclusivamente 10 esemplari: oltre a un esemplare destinato all'esposizione, sono stati venduti due esemplari a STP (Brindisi), sei ad ATP Azienda Trasporti Provinciali passate nel 2012 ad ATP Esercizio (Città metropolitana di Genova), passate poi nel 2021 ad AMT (Genova) e un ultimo esemplare al comune di Chivasso.